# La decisió del rei
La decisió del rei (en noruec, Kongens nei, que significa "El No del Rei") és una pel·lícula biogràfica de drama històric i cinema bèl·lic de 2016 dirigida per Erik Poppe. És una coproducció de Noruega, Suècia, Dinamarca i Irlanda, i va ser seleccionada com l'entrada noruega a la Millor Pel·lícula en Llengua Estrangera a la 89a edició dels Premis Óscar. Ha estat doblada al català.

## Sinopsi
La pel·lícula se centra en el rei Haakon VII i la família reial noruega els dies previs i immediatament posteriors a la invasió alemanya de Noruega a l'abril de 1940.
El 8 d'abril, el príncep hereu Olaf informa el seu pare que el vaixell de transport que es va enfonsar davant de Lillesand aquell mateix dia transportava soldats alemanys, i expressa la seva preocupació perquè el govern del primer ministre Johan Nygaardsvold es nega a renunciar a la neutralitat de Noruega davant d'agressió alemanya. A l'ambaixada alemanya a Oslo, l'enviat alemany Curt Bräuer rep instruccions de l'agregat militar, el tinent coronel Hartwig Pohlman, per encoratjar el govern noruec a permetre l'entrada de tropes alemanyes al país, amb el pretext de defensar Noruega d'una invasió britànica. De bon matí, Bräuer porta l'oferta alemanya al ministre de Relacions Exteriors Halvdan Koht; després de consultar el Gabinet, Koht es nega i afirma que Noruega és una nació sobirana.

## Crítiques
Al lloc web d'agregador de ressenyes Rotten Tomatoes, la pel·lícula té un índex d'aprovació del 83% segons les ressenyes de 24 crítics, amb una mitjana ponderada de 6.6/10. A Metacritic, la pel·lícula té una puntuació de 64 sobre 100, segons les ressenyes de 8 crítics.